# Frederick Osborne
Frederick Meares Osborne ( Nueva Gales del Sur, 20 de enero de 1909 - 23 de julio de 1996) fue un político y ministro del gobierno australiano.

## Biografía
Osborne nació en Orange en Nueva Gales del Sur y se educó en la escuela secundaria North Sídney y en la Grammar school de la iglesia de Inglaterra en Sídney. Se graduó en derecho en la Universidad de Sídney. Se unió a la reserva de voluntarios de la Armada Real Australiana en 1938, y con el estallido de la Segunda Guerra Mundialfue adscrito a la Marina Real británica en 1940. Se le otorgó una Cruz de Servicio Distinguido en 1940 por "valentía y devoción al deber" mientras ayudaba la evacuación de las tropas de Noruega como subteniente con el St Loman, un arrastrero armado. Luego comando sucesivamente el HMS Gentian, luego el HMS Vanquisher y el HMS Peacock, escoltando barcos entre los Estados Unidos, Canadá y Reino Unido en la batalla del Atlántico. Cruzó el Atlántico 22 veces y fue el único oficial de la Reserva de Voluntarios Real de Australia en ascender al mando de un destructor de la Naval Real durante la guerra. En 1945 se añadió una barra a su DSC por hundir un submarino alemán.